# NWHL 2004/05
Die Saison 2004/05 war die siebte Spielzeit der National Women’s Hockey League (NWHL), der höchsten kanadischen Spielklasse im Fraueneishockey zu dieser Zeit. Die Toronto Aeros besiegten im Meisterschaftsfinale die Montréal Axion mit 5:4 nach Verlängerung und sicherten sich damit ihren vierten Meistertitel in der NWHL.

## Teilnehmer
Im Juli 2004 verließen die beiden Teams der Western Division, die Calgary Oval X-Treme und Edmonton Chimos, die Liga und gründeten an der Westküste Kanadas die Western Women’s Hockey League. Dadurch schrumpfte die NWHL auf sieben (aktive) Teams, die in zwei Divisionen gegeneinander antraten: Die Central Division bestand weiterhin aus den Toronto Aeros, Brampton Thunder, Oakville Ice und den Telus Lightning. In der Eastern Division spielten erneut die Ottawa Raiders, Montréal Axion und die Avalanche du Québec.
Vor der Saison versuchte das Management der Liga, deren Attraktivität und Stellenwert durch die Verpflichtung von US-amerikanischen Nationalspielerinnen zu erhöhen.
Die Montréal Axion verpflichteten im Sommer 2004 unter anderem Gina Kingsbury, während sich die Avalanche du Québec mit Kim St-Pierre verstärkten.

## Reguläre Saison
Die reguläre Saison begann am 18. September 2004 und endete am 27. Februar 2005.

### Eastern Division
| Pl. | Mannschaft       | Sp | S  | U | OTN | N  | Tore    | Punkte |
| --- | ---------------- | -- | -- | - | --- | -- | ------- | ------ |
| 1.  | Montréal Axion   | 36 | 24 | 2 | 1   | 9  | 140:085 | 51     |
| 2.  | Ottawa Raiders   | 36 | 14 | 2 | 1   | 19 | 101:128 | 31     |
| 3.  | Québec Avalanche | 36 | 5  | 4 | 2   | 25 | 053:132 | 16     |

Abkürzungen: Pl. = Platz, Sp = Spiele, S = Siege, U = Unentschieden, OTN = Niederlagen nach Verlängerung (Overtime), N = Niederlagen

Erläuterungen: Für das Play-off-Finale qualifiziert

### Central Division
| Pl. | Mannschaft       | Sp | S  | U | OTN | N  | Tore    | Punkte |
| --- | ---------------- | -- | -- | - | --- | -- | ------- | ------ |
| 1.  | Brampton Thunder | 36 | 30 | 2 | 1   | 3  | 165:070 | 63     |
| 2.  | Toronto Aeros    | 36 | 24 | 4 | 2   | 6  | 142:068 | 54     |
| 3.  | Oakville Ice     | 36 | 13 | 6 | 2   | 15 | 097:099 | 34     |
| 4.  | Telus Lightning  | 36 | 4  | 4 | 0   | 28 | 072:189 | 12     |

Abkürzungen: Pl. = Platz, Sp = Spiele, S = Siege, U = Unentschieden, OTN = Niederlagen nach Verlängerung (Overtime), N = Niederlagen

Erläuterungen: Direkt für das Play-off-Finale qualifiziert, Für das Play-off-Halbfinale qualifiziert

### Statistik

#### Beste Scorerinnen
Quelle: NWHL; Abkürzungen: Sp = Spiele, T = Tore, V = Assists, Pkt = Punkte, SM = Strafminuten; Fett: Saisonbestwert
| Spieler            | Mannschaft       | Sp | T  | V  | Pkt | SM |
| ------------------ | ---------------- | -- | -- | -- | --- | -- |
| Jayna Hefford      | Brampton Thunder | 33 | 39 | 34 | 73  | 26 |
| Gina Kingsbury     | Montreal Axion   | 30 | 31 | 29 | 60  | 16 |
| Annie Desrosiers   | Montreal Axion   | 35 | 30 | 28 | 58  | 40 |
| Vicky Sunohara     | Brampton Thunder | 31 | 28 | 28 | 56  | 33 |
| Jennifer Botterill | Toronto Aeros    | 29 | 22 | 33 | 55  | 18 |
| Sommer West        | Toronto Aeros    | 35 | 23 | 22 | 45  | 64 |
| Heather Logan      | Toronto Aeros    | 36 | 15 | 29 | 44  | 20 |
| Cathy Chartrand    | Montreal Axion   | 32 | 8  | 36 | 44  | 32 |
| Kristy Zamora      | Brampton Thunder | 30 | 28 | 13 | 41  | 20 |
| Erica Olson        | Ottawa Raiders   | 35 | 20 | 19 | 39  | 36 |

#### Beste Torhüterinnen
Quelle: NWHL; Abkürzungen: Sp = Spiele, Min = Eiszeit (in Minuten), S = Siege, U = Unentschieden, N = Niederlagen, GT = Gegentore, SO = Shutouts, GTS = Gegentorschnitt; Fett: Saisonbestwert
| Spieler           | Mannschaft       | Sp | Min  | S  | U | N  | GT | GTS  | SO | Svs | Sv%  |
| ----------------- | ---------------- | -- | ---- | -- | - | -- | -- | ---- | -- | --- | ---- |
| Nicolette Franck  | Brampton Thunder | 12 | 688  | 11 | 0 | 0  | 20 | 1,74 | 1  | 200 | 90,9 |
| Sami Jo Small     | Toronto Aeros    | 20 | 1108 | 12 | 3 | 4  | 34 | 1,84 | 5  | 482 | 93,4 |
| Kendra Fisher     | Toronto Aeros    | 15 | 955  | 10 | 1 | 4  | 30 | 1,88 | 5  | 375 | 92,6 |
| Lisa Moreland     | Brampton Thunder | 25 | 1484 | 19 | 2 | 4  | 49 | 1,98 | 5  | 639 | 92,9 |
| Charline Labonté  | Montreal Axion   | 27 | 1572 | 18 | 1 | 7  | 56 | 2,14 | 6  | 671 | 92,3 |
| Tania Pinelli     | Oakville Ice     | 27 | 1640 | 9  | 4 | 14 | 81 | 2,96 | 1  | 894 | 91,7 |
| Emmanuelle Cabana | Quebec Avalanche | 12 | 713  | 1  | 3 | 7  | 38 | 3,20 | 0  | 425 | 91,8 |
| Kim St-Pierre     | Quebec Avalanche | 17 | 1012 | 3  | 1 | 13 | 55 | 3,26 | 1  | 631 | 92,0 |

## Play-offs
Die Play-offs innerhalb der Divisionen begannen am 3. März und wurden im Modus Best of Three ausgespielt.

### Central Division
Halbfinale
| 3. März 2005 18:00 Uhr | Toronto Aeros K. Richard (22:52) S. Hobson (24:28) H. Irwin (28:12) C. Pounder (51:24) | 4:0 | Oakville Ice | The Pavilion Arena, Toronto |

| 4. März 2005 18:30 Uhr | Oakville Ice K. McCormack (5:59) K. King (39:16) V. Hall (55:48) V. Hall (66:31) | 4:3 n. V. (1:1, 1:1, 1:1, 1:0) | Toronto Aeros A. Edgar (8:04) S. West (37:20) H. Irwin (41:55) | Oakville Ice Sports, Oakville |

| 6. März 2005 13:15 Uhr | Toronto Aeros S. West (5:04) H. Irwin (50:23) | 3:2 n. P. Stand: 2:1 | Oakville Ice V. Hall (3:08) C. Haggard (20:36) | The Pavilion Arena, Toronto |

Finale
|  | Toronto Aeros | 5:2 | Brampton Thunder | Toronto |

|  | Brampton Thunder | 3:3 | Toronto Aeros | Brampton Sports Centre, Brampton |

### Eastern Division
| 4. März 2005 20:00 Uhr | Montréal Axion | 4:3 (1:1, 2:1, 1:1) | Ottawa Raiders | Centre Étienne Desmarteau, Montreal |

| 5. März 2005 18:30 Uhr | Ottawa Raiders J. Slewidge (9:52) E. Chassie (14:25) | 2:3 (2:1, 0:2, 0:0) Stand: 0:2 | Montréal Axion L.-M. Breton-Lebreux (16:04) C. Bertrand (21:23) A. Desrosiers (36:49) | Barbara Ann Scott Arena, Ottawa |

### NWHL-Championship-Cup
| 26. März 2005 | Montréal Axion A. Desrosiers (0:05) C. Bertrand (3:22) G. Kingsbury (9:28) C. Bertrand (50:20) | 4:5 n. V. (3:0, 0:4, 1:0, 0:1) | Toronto Aeros S. West (21:41) S. West (26:14) H. Irwin (27:51) S. West (35:43) S. West (63:49) | Brampton Sports Centre, Brampton Zuschauer: 5.227 |

### Statistik

#### Beste Scorerinnen
Quelle: NWHL; Abkürzungen: Sp = Spiele, T = Tore, V = Assists, Pkt = Punkte, SM = Strafminuten; Fett: Saisonbestwert
| Spieler            | Mannschaft     | Sp | T | V | Pkt | SM |
| ------------------ | -------------- | -- | - | - | --- | -- |
| Sommer West        | Toronto Aeros  | 6  | 7 | 6 | 13  | 2  |
| Jennifer Botterill | Toronto Aeros  | 6  | 1 | 7 | 8   | 0  |
| Allison Edgar      | Toronto Aeros  | 6  | 3 | 3 | 6   | 6  |
| Lauren McAuliffe   | Toronto Aeros  | 6  | 3 | 3 | 6   | 0  |
| Haley Irwin        | Toronto Aeros  | 5  | 4 | 1 | 5   | 4  |
| Annie Desrosiers   | Montreal Axion | 3  | 2 | 3 | 5   | 2  |
| Angela Ruggiero    | Montreal Axion | 3  | 1 | 4 | 5   | 0  |
| Danielle Ashley    | Toronto Aeros  | 6  | 0 | 4 | 4   | 22 |
| Kim Malcher        | Toronto Aeros  | 6  | 0 | 4 | 4   | 2  |
| Catherine Bertrand | Montreal Axion | 2  | 3 | 0 | 3   | 4  |

#### Beste Torhüterinnen
Quelle: NWHL; Abkürzungen: Sp = Spiele, Min = Eiszeit (in Minuten), S = Siege, U = Unentschieden, N = Niederlagen, GT = Gegentore, SO = Shutouts, GTS = Gegentorschnitt; Fett: Saisonbestwert
| Spieler          | Mannschaft       | Sp | Min | S | U | N | GT | GTS  | SO | Svs | Sv%    |
| ---------------- | ---------------- | -- | --- | - | - | - | -- | ---- | -- | --- | ------ |
| Sami Jo Small    | Toronto Aeros    | 3  | 181 | 2 | 1 | 0 | 3  | 0,99 | 1  | 61  | 95,3 % |
| Tania Pinelli    | Oakville Ice     | 3  | 196 | 1 | 1 | 1 | 9  | 2,76 | 0  | 109 | 92,4 % |
| Kendra Fisher    | Toronto Aeros    | 4  | 205 | 2 | 0 | 1 | 12 | 3,51 | 0  | 111 | 90,2 % |
| Charline Labonté | Montréal Axion   | 3  | 184 | 2 | 0 | 1 | 10 | 3,26 | 0  | 86  | 89,6 % |
| Robyn Rittmaster | Ottawa Raiders   | 2  | 120 | 0 | 0 | 2 | 7  | 3,50 | 0  | 60  | 89,6 % |
| Lisa Moreland    | Brampton Thunder | 2  | 130 | 0 | 0 | 2 | 8  | 3,69 | 0  | 41  | 83,7 % |